# Marcus Ericsson
Marcus Ericsson (ur. 2 września 1990 w Kumli) – szwedzki kierowca wyścigowy, kierowca Formuły 1 od sezonu 2014 do 2018. Zwycięzca wyścigu Indy 500 w 2022 roku.

## Życiorys

### Karting i Formuła BMW
Karierę rozpoczął, jak większość przyszłych kierowców wyścigowych, od kartingu, w 1999 roku. Po sześciu latach Szwed postanowił przenieść się do wyścigów samochodów jednomiejscowych, debiutując w Niemieckiej Formule BMW. Startując w zespole Fortec Motorsport, Ericsson od razu należał do czołówki serii, a dzięki dominującej końcówce sezonu, sięgnął po tytuł mistrzowski, już w pierwszym podejściu. Ostatecznie wygrał siedem z osiemnastu wyścigów oraz zdobył jedenaście pole position (największym rywalem Ericssona był Czech Josef Král).

### Formuła 3
W roku 2008 przeniósł się do Brytyjskiej Formuły 3, gdzie również reprezentował barwy brytyjskiej stajni Fortec. Przez cały sezon prezentował się z dobrej strony, kilkakrotnie stając podium, z czego dwukrotnie na najwyższym stopniu. Ostatecznie w klasyfikacji generalnej zajął 5. miejsce. W sezonie 2009 wyjechał do Japonii, gdzie zaangażował się w Japońską Formułę 3. Było to jednak dość kontrowersyjne posunięcie, zważywszy na duże szanse Ericssona, w walce o tytuł. Swój wybór argumentował jednak lepszym przygotowaniem do finału sezonu, a więc Grand Prix Makau, z racji odbywania się tego prestiżowego wyścigu, w podobnej strefie czasowej. W zespole TOM's potwierdził swój talent, zdobywając drugi tytuł w karierze (wygrał pięć wyścigów). Gościnnie wziął udział w sześciu wyścigach brytyjskiego cyklu, w stajni Kimiego Räikkönena. Mimo to zdołał wygrać dwa wyścigi i ostatecznie zająć w klasyfikacji 11. lokatę. Na koniec sezonu wreszcie przyszła pora na Puchar Interkontynentalny, który jednak nie ułożył się po myśli Ericssona. Szwed wprawdzie zdobył pole position, jednakże w dalszej części weekendu zanotował regres osiągów i ostatecznie wyścig ukończył poza podium, na 4. pozycji.

### Seria GP2

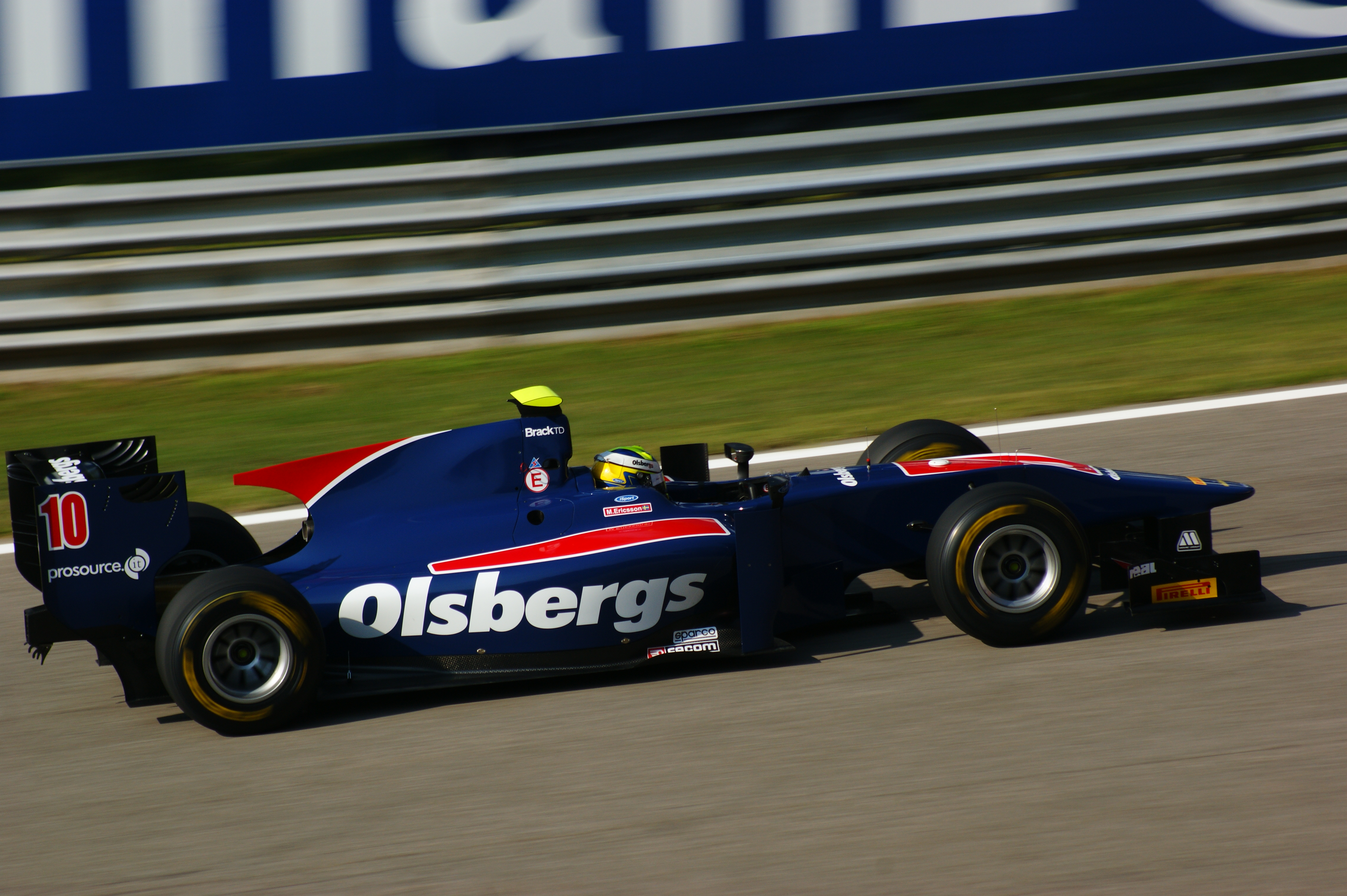
Marcus Ericsson podczas wyścigu GP2 na torze Autodromo Nazionale di Monza (2011)

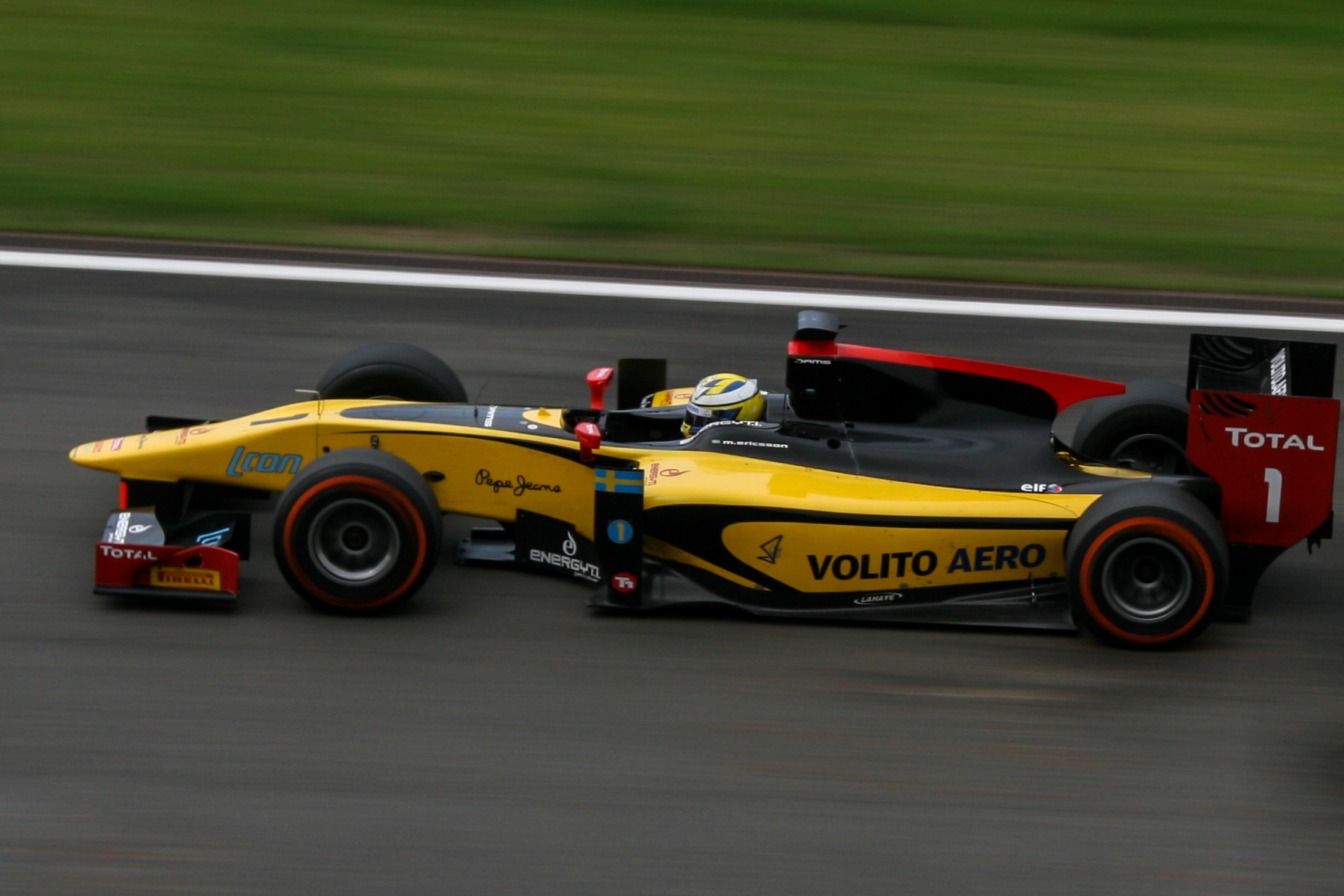
Marcus Ericsson podczas wyścigu GP2 na torze Spa-Francorchamps (2013)

W roku 2009 podpisał kontrakt z francuską stajnią ART Grand Prix, na starty w azjatyckiej serii GP2. Debiut w serii nie był jednak udany dla Szweda, który zmagania w Abu Zabi ukończył odpowiednio na jedenastej i dwunastej pozycji. W kolejnej rundzie, również odbywającej się na torze Yas Marina, Ericsson reprezentował barwy brytyjskiej ekipy Super Nova Racing, z którą zawarł umowę również na udział w głównej edycji GP2 (jego partnerem został dawny rywal z Formuły BMW, Josef Král). I tym razem Szwed odnotował rezultaty w drugiej dziesiątce (siedemnaste i dwunaste miejsce). Był to ostatni występ dla Szweda w tym sezonie, w tej serii.
W głównym cyklu, Ericsson przełomowe osiągnięcie uzyskał w czwartej rundzie sezonu, na ulicznym torze w Walencji. W pierwszym wyścigu dojechał wówczas na siódmym miejscu, natomiast w drugim po starcie z drugiej pozycji, wyprzedził Rumuna Michaela Hercka, a następnie wytrzymał presję wywieraną przez Holendra Giedo van der Garde, ostatecznie dowożąc zwycięstwo z niecałą sekundą przewagi. Triumf Szweda przyćmił jednak poważny wypadek jego kolegi z zespołu Super Nova – Josefa Krála, po którym Czech trafił do szpitala z podejrzeniem urazów ręki i kręgosłupa. Ericsson po punkty sięgnął jeszcze w pierwszym wyścigu, na niemieckim obiekcie Hockenheimring, gdzie zajął szóstą lokatę. Ostatecznie zdobyte punkty sklasyfikowały Ericssona na 17. lokacie.
W sezonie Seria GP2 - sezon 2011 Ericsson podpisał kontrakt z innym brytyjskim zespołem – iSport International. W azjatyckim cyklu zdobył punkty w dwóch z czterech rozegranych wyścigów. Podczas drugiego startu w Abu Zabi, Szwed stanął na najniższym stopniu podium. W klasyfikacji generalnej uplasował się na 6. miejscu.
W początkowej fazie rywalizacji w europejskim cyklu, Ericsson nie prezentował dobrej dyspozycji na tle swojego partnera Sama Birda. Jedyne punkty uzyskał w drugiej rundzie na torze w Hiszpanii, gdzie zajął piątą i trzecią pozycję. Progres formy Szweda nastąpił począwszy od eliminacji w Wielkiej Brytanii. Ericsson zaczął prezentować zbliżone, bądź lepsze osiągi od z zespołowego kolegi. Był bliski zwycięstwa w sobotnich zmaganiach na Węgrzech, jednakże w wyniku nieprzepisowego wyjazdu z boksów przed Brazylijczyka Luiza Razię, został ukarany koniecznością przejazdu przez aleję serwisową. Po punkty sięgnął łącznie jeszcze czterokrotnie, po raz drugi plasując się na trzecim miejscu. W ogólnej punktacji znalazł się na 10. pozycji.
W drugim roku współpracy Szwed ponownie nie prezentował równej formy. Był to jednak solidniejszy sezon, w którym dwunastokrotnie sięgał po punkty, w tym sześciokrotnie na podium. W sobotniej rywalizacji, na belgijskim torze Circuit de Spa-Francorchamps, po raz pierwszy w karierze zwyciężył. W klasyfikacji generalnej zajął 8. miejsce.
W sezonie 2013 nastąpiła kontynuacja progresu wyników Szweda z poprzednich lat. Ericsson znów tylko raz wygrywał, jednak miejsc na podium było już łącznie pięć. Ostatecznie jego dorobek punktowy wyniósł 121 punktów. Został sklasyfikowany na siódmym miejscu w klasyfikacji generalnej.

### Formuła 1

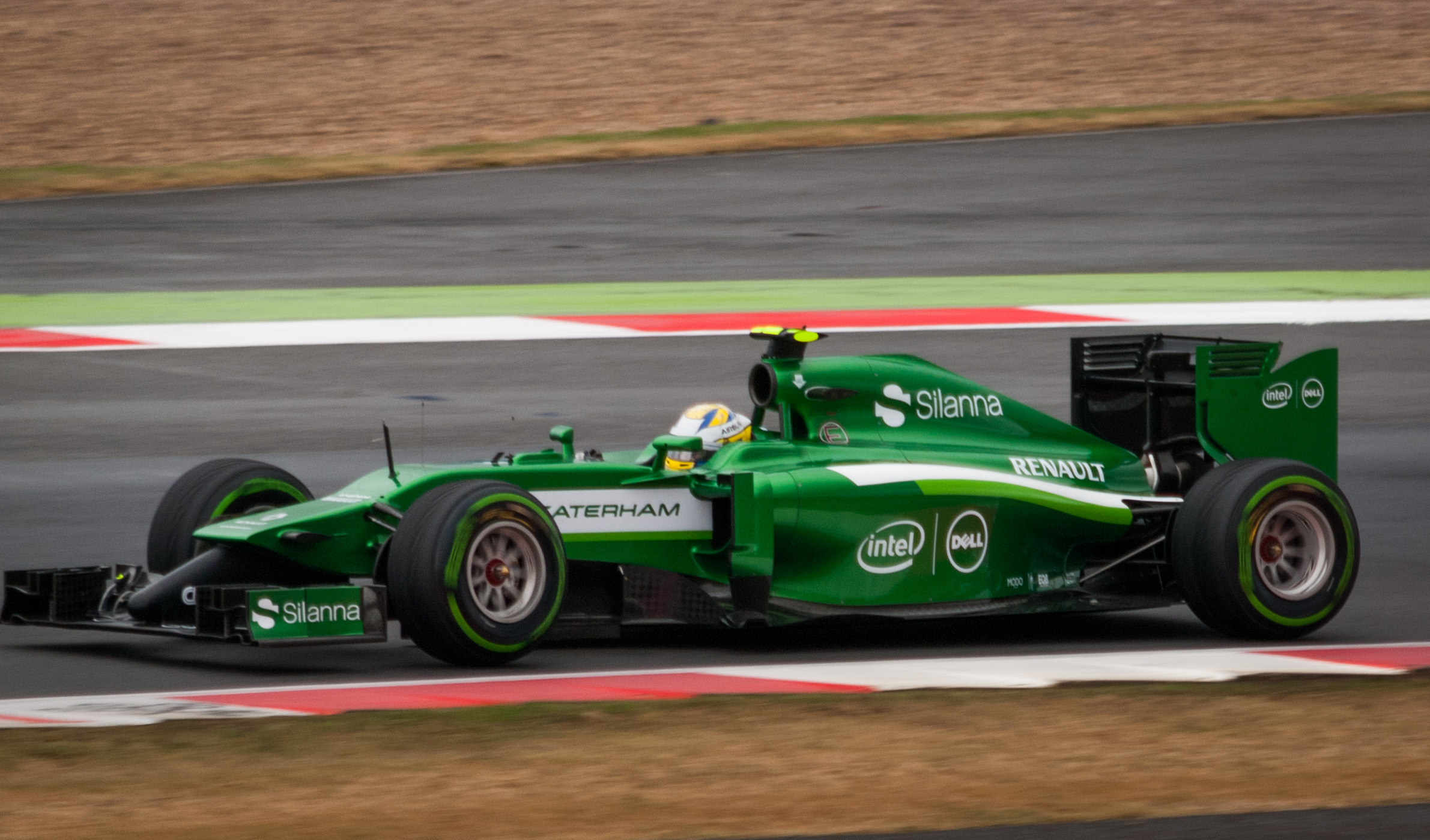
Marcus Ericsson podczas Grand Prix Wielkiej Brytanii w bolidzie Caterham CT05 (2014)

Na sezon 2014 Ericsson podpisał kontrakt z malezyjską ekipą Caterham F1 Team na starty w Formule 1. Tym samym stał się pierwszym Szwedem od 22 lat uczestniczącym w najwyższej klasie wyścigów samochodów jednomiejscowych. Podobnie jak kolega z zespołu Kamui Kobayashi, skupił się głównie na walce z kierowcami ekipy Marussia. W wyścigu o Grand Prix Monako osiągnął najlepszy wynik w sezonie, dojechał do mety na jedenastej pozycji. Jego partner zespołowy, a także Max Chilton nie zdołali poprawić tego wyniku do końca sezonu. Został sklasyfikowany na dziewiętnastej pozycji w klasyfikacji kierowców wygrywając również z Gutiérrezem. Na krótko po ogłoszeniu absencji jego zespołu w Stanach Zjednoczonych, Szwed ogłosił podpisanie kontraktu z ekipą Sauber.

## Wyniki
Stan: 10 września 2023
| Legenda oznaczeń w tabelach wyników Wyświetl szablon na nowej stronie | Legenda oznaczeń w tabelach wyników Wyświetl szablon na nowej stronie                                                                     |
| Oznaczenie                                                            | Wyjaśnienie |
| --------------------------------------------------------------------- | --- |
| Złoty                                                                 | Zwycięzca lub mistrzostwo |
| Srebrny                                                               | 2. miejsce lub wicemistrzostwo |
| Brązowy                                                               | 3. miejsce lub II wicemistrzostwo |
| Zielony                                                               | Ukończył, punktował (w klasyfikacji generalnej, gdy zdobył co najmniej jeden punkt na przestrzeni sezonu, poza trzema powyższymi opcjami) |
| Niebieski                                                             | Ukończył, nie punktował (w klasyfikacji generalnej, gdy nie zdobył co najmniej jednego punktu na przestrzeni sezonu)                      |
| Czerwony                                                              | Nie zakwalifikował się (NZ) |
| Czerwony                                                              | Nie prekwalifikował się (NPK) |
| Różowy                                                                | Nie ukończył (NU) |
| Różowy                                                                | Niesklasyfikowany (NS) (w klasyfikacji generalnej, gdy nie został sklasyfikowany w żadnym wyścigu sezonu)                                 |
| Czarny                                                                | Zdyskwalifikowany (DK) |
| Czarny                                                                | Wykluczony (WYK/EX) |
| Biały                                                                 | Nie wystartował (NW) |
| Biały                                                                 | Kontuzjowany (K/INJ) |
| Biały                                                                 | Wyścig odwołany (OD/C) |
| Bez koloru                                                            | Został wycofany (WYC/WD) |
| Bez koloru                                                            | Nie przybył (NP/DNA) |
| Bez koloru                                                            | Nie brał udziału w treningach (NT/DNP) |
| Bez koloru                                                            | Nie został zgłoszony (–) |
| Pogrubienie                                                           | Start z pole position |
| Kursywa                                                               | Najszybsze okrążenie wyścigu |
| †                                                                     | Nie ukończył, ale jego rezultat został zaliczony ze względu na przejechanie więcej niż 90% dystansu wyścigu.                              |
| *                                                                     | Sezon w trakcie |
| 1/2/3                                                                 | Punktowana pozycja w sprincie kwalifikacyjnym                                                                                             |
| Lista systemów punktacji Formuły 1                                    | |

### Azjatycka Seria GP2
| Rok       | Zespół               | Wyniki w poszczególnych eliminacjach | Wyniki w poszczególnych eliminacjach | Wyniki w poszczególnych eliminacjach | Wyniki w poszczególnych eliminacjach | Wyniki w poszczególnych eliminacjach | Wyniki w poszczególnych eliminacjach | Wyniki w poszczególnych eliminacjach | Wyniki w poszczególnych eliminacjach | Punkty | Pozycja |
| --------- | -------------------- | ------------------------------------ | ------------------------------------ | ------------------------------------ | ------------------------------------ | ------------------------------------ | ------------------------------------ | ------------------------------------ | ------------------------------------ | ------ | ------- |
| 2009/2010 |                      | ARE                                  | ARE                                  | ARE                                  | ARE                                  | BHR                                  | BHR                                  | BHR                                  | BHR                                  | 0      | 24      |
| 2009/2010 | ART Grand Prix       | 11                                   | 12                                   | –                                    | –                                    | –                                    | –                                    | –                                    | –                                    | 0      | 24      |
| 2009/2010 | Super Nova Racing    | –                                    | –                                    | 17†                                  | 12                                   | –                                    | –                                    | –                                    | –                                    | 0      | 24      |
| 2011      | iSport International | ARE                                  | ARE                                  | ITA                                  | ITA                                  |                                      |                                      |                                      |                                      | 9      | 6       |
| 2011      | iSport International | 4                                    | 3                                    | 10                                   | 16                                   |                                      |                                      |                                      |                                      | 9      | 6       |

### GP2
| Rok  | Zespół               | Wyniki w poszczególnych eliminacjach | Wyniki w poszczególnych eliminacjach | Wyniki w poszczególnych eliminacjach | Wyniki w poszczególnych eliminacjach | Wyniki w poszczególnych eliminacjach | Wyniki w poszczególnych eliminacjach | Wyniki w poszczególnych eliminacjach | Wyniki w poszczególnych eliminacjach | Wyniki w poszczególnych eliminacjach | Wyniki w poszczególnych eliminacjach | Wyniki w poszczególnych eliminacjach | Wyniki w poszczególnych eliminacjach | Wyniki w poszczególnych eliminacjach | Wyniki w poszczególnych eliminacjach | Wyniki w poszczególnych eliminacjach | Wyniki w poszczególnych eliminacjach | Wyniki w poszczególnych eliminacjach | Wyniki w poszczególnych eliminacjach | Wyniki w poszczególnych eliminacjach | Wyniki w poszczególnych eliminacjach | Wyniki w poszczególnych eliminacjach | Wyniki w poszczególnych eliminacjach | Wyniki w poszczególnych eliminacjach | Wyniki w poszczególnych eliminacjach | Punkty | Pozycja |
| ---- | -------------------- | ------------------------------------ | ------------------------------------ | ------------------------------------ | ------------------------------------ | ------------------------------------ | ------------------------------------ | ------------------------------------ | ------------------------------------ | ------------------------------------ | ------------------------------------ | ------------------------------------ | ------------------------------------ | ------------------------------------ | ------------------------------------ | ------------------------------------ | ------------------------------------ | ------------------------------------ | ------------------------------------ | ------------------------------------ | ------------------------------------ | ------------------------------------ | ------------------------------------ | ------------------------------------ | ------------------------------------ | ------ | ------- |
| 2010 | Super Nova Racing    | ESP                                  | ESP                                  | MON                                  | MON                                  | TUR                                  | TUR                                  | VAL                                  | VAL                                  | GBR                                  | GBR                                  | DEU                                  | DEU                                  | HUN                                  | HUN                                  | BEL                                  | BEL                                  | ITA                                  | ITA                                  | ARE                                  | ARE                                  |                                      |                                      |                                      |                                      | 11     | 17      |
| 2010 | Super Nova Racing    | 11                                   | NU                                   | 12                                   | 9                                    | NU                                   | NU                                   | 7                                    | 1                                    | 12                                   | 18                                   | 6                                    | NU                                   | 12                                   | 10                                   | 13                                   | 7                                    | NU                                   | 11                                   | 11                                   | NU                                   |                                      |                                      |                                      |                                      | 11     | 17      |
| 2011 | iSport International | TUR                                  | TUR                                  | ESP                                  | ESP                                  | MON                                  | MON                                  | VAL                                  | VAL                                  | GBR                                  | GBR                                  | DEU                                  | DEU                                  | HUN                                  | HUN                                  | BEL                                  | BEL                                  | ITA                                  | ITA                                  |                                      |                                      |                                      |                                      |                                      |                                      | 25     | 10      |
| 2011 | iSport International | 9                                    | 8                                    | 5                                    | 3                                    | NU                                   | NU                                   | NU                                   | 11                                   | 3                                    | 4                                    | 5                                    | 16†                                  | 5                                    | 15                                   | NU                                   | 12                                   | 14                                   | 8                                    |                                      |                                      |                                      |                                      |                                      |                                      | 25     | 10      |
| 2012 | iSport International | MAL                                  | MAL                                  | BAH                                  | BAH                                  | BAH                                  | BAH                                  | ESP                                  | ESP                                  | MON                                  | MON                                  | VAL                                  | VAL                                  | GBR                                  | GBR                                  | DEU                                  | DEU                                  | HUN                                  | HUN                                  | BEL                                  | BEL                                  | ITA                                  | ITA                                  | SIN                                  | SIN                                  | 124    | 8       |
| 2012 | iSport International | 13                                   | NU                                   | 13                                   | 16                                   | 7                                    | 7                                    | 13                                   | 22                                   | 2                                    | 4                                    | 2                                    | NU                                   | 21                                   | 7                                    | 11                                   | 15                                   | 18                                   | NU                                   | 1                                    | 4                                    | 3                                    | 7                                    | 7                                    | 2                                    | 124    | 8       |
| 2013 | DAMS                 | MAL                                  | MAL                                  | BAH                                  | BAH                                  | ESP                                  | ESP                                  | MON                                  | MON                                  | GBR                                  | GBR                                  | DEU                                  | DEU                                  | HUN                                  | HUN                                  | BEL                                  | BEL                                  | ITA                                  | ITA                                  | SIN                                  | SIN                                  | ARE                                  | ARE                                  |                                      |                                      | 121    | 6       |
| 2013 | DAMS                 | NU                                   | 13                                   | 13                                   | NU                                   | NU                                   | 20                                   | NU                                   | 18                                   | 11                                   | 8                                    | 1                                    | 13                                   | 2                                    | 4                                    | 2                                    | 15                                   | NU                                   | 23                                   | 7                                    | 2                                    | 3                                    | 6                                    |                                      |                                      | 121    | 6       |

### Formuła 1
| Rok  | Zespół                    | Samochód      | Silnik                                                         | Wyniki w poszczególnych eliminacjach | Wyniki w poszczególnych eliminacjach | Wyniki w poszczególnych eliminacjach | Wyniki w poszczególnych eliminacjach | Wyniki w poszczególnych eliminacjach | Wyniki w poszczególnych eliminacjach | Wyniki w poszczególnych eliminacjach | Wyniki w poszczególnych eliminacjach | Wyniki w poszczególnych eliminacjach | Wyniki w poszczególnych eliminacjach | Wyniki w poszczególnych eliminacjach | Wyniki w poszczególnych eliminacjach | Wyniki w poszczególnych eliminacjach | Wyniki w poszczególnych eliminacjach | Wyniki w poszczególnych eliminacjach | Wyniki w poszczególnych eliminacjach | Wyniki w poszczególnych eliminacjach | Wyniki w poszczególnych eliminacjach | Wyniki w poszczególnych eliminacjach | Wyniki w poszczególnych eliminacjach | Wyniki w poszczególnych eliminacjach | Punkty | Pozycja |
| ---- | ------------------------- | ------------- | -------------------------------------------------------------- | ------------------------------------ | ------------------------------------ | ------------------------------------ | ------------------------------------ | ------------------------------------ | ------------------------------------ | ------------------------------------ | ------------------------------------ | ------------------------------------ | ------------------------------------ | ------------------------------------ | ------------------------------------ | ------------------------------------ | ------------------------------------ | ------------------------------------ | ------------------------------------ | ------------------------------------ | ------------------------------------ | ------------------------------------ | ------------------------------------ | ------------------------------------ | ------ | ------- |
| 2014 | Caterham F1 Team          | Caterham CT05 | Renault Energy F1-2014 1.6T V6                                 | Australia                            | Malezja                              | Bahrajn                              |                                      | Hiszpania                            | Monako                               | Kanada                               | Austria                              | Wielka Brytania                      | Niemcy                               | Węgry                                | Belgia                               | Włochy                               | Singapur                             | Japonia                              | Rosja                                | Stany Zjednoczone                    | Brazylia                             |                                      |                                      |                                      | 0      | 19      |
| 2014 | Caterham F1 Team          | Caterham CT05 | Renault Energy F1-2014 1.6T V6                                 | NU                                   | 14                                   | NU                                   | 20                                   | 20                                   | 11                                   | NU                                   | 18                                   | NU                                   | 18                                   | NU                                   | 17                                   | 19                                   | 15                                   | 16                                   | 19                                   | –                                    | –                                    | –                                    |                                      |                                      | 0      | 19      |
| 2015 | Sauber F1 Team            | Sauber C34    | Ferrari 059/4 1.6T V6                                          | Australia                            | Malezja                              |                                      | Bahrajn                              | Hiszpania                            | Monako                               | Kanada                               | Austria                              | Wielka Brytania                      | Węgry                                | Belgia                               | Włochy                               | Singapur                             | Japonia                              | Rosja                                | Stany Zjednoczone                    | Meksyk                               | Brazylia                             |                                      |                                      |                                      | 9      | 18      |
| 2015 | Sauber F1 Team            | Sauber C34    | Ferrari 059/4 1.6T V6                                          | 8                                    | NU                                   | 10                                   | 14                                   | 14                                   | 13                                   | 14                                   | 13                                   | 11                                   | 10                                   | 10                                   | 9                                    | 11                                   | 14                                   | NU                                   | NU                                   | 12                                   | 16                                   | 14                                   |                                      |                                      | 9      | 18      |
| 2016 | Sauber F1 Team            | Sauber C35    | Ferrari 059/4 1.6T V6                                          | Australia                            | Bahrajn                              |                                      | Rosja                                | Hiszpania                            | Monako                               | Kanada                               | Unia Europejska                      | Austria                              | Wielka Brytania                      | Węgry                                | Niemcy                               | Belgia                               | Włochy                               | Singapur                             | Malezja                              | Japonia                              | Stany Zjednoczone                    | Meksyk                               | Brazylia                             |                                      | 0      | 22      |
| 2016 | Sauber F1 Team            | Sauber C35    | Ferrari 059/4 1.6T V6                                          | NU                                   | 12                                   | 16                                   | 14                                   | 12                                   | NU                                   | 15                                   | 17                                   | 15                                   | NU                                   | 20                                   | 18                                   | NU                                   | 16                                   | 17                                   | 12                                   | 15                                   | 14                                   | 11                                   | NU                                   | 15                                   | 0      | 22      |
| 2017 | Sauber F1 Team            | Sauber C36    | Ferrari 059/5 1.6T V6 Ferrari 059/3 1.6T V6 Ferrari 62 1.6T V6 | Australia                            |                                      | Bahrajn                              | Rosja                                | Hiszpania                            | Monako                               | Kanada                               | Azerbejdżan                          | Austria                              | Wielka Brytania                      | Węgry                                | Belgia                               | Włochy                               | Singapur                             | Malezja                              | Japonia                              | Stany Zjednoczone                    | Meksyk                               | Brazylia                             |                                      |                                      | 0      | 20      |
| 2017 | Sauber F1 Team            | Sauber C36    | Ferrari 059/5 1.6T V6 Ferrari 059/3 1.6T V6 Ferrari 62 1.6T V6 | NU                                   | 15                                   | NU                                   | 15                                   | 11                                   | NU                                   | 13                                   | 11                                   | 15                                   | 14                                   | 16                                   | 16                                   | 18†                                  | NU                                   | 18                                   | NU                                   | 15                                   | NU                                   | 13                                   | 17                                   |                                      | 0      | 20      |
| 2018 | Alfa Romeo Sauber F1 Team | Sauber C37    | Ferrari 062 EVO 1.6T V6                                        | Australia                            | Bahrajn                              |                                      | Azerbejdżan                          | Hiszpania                            | Monako                               | Kanada                               | Francja                              | Austria                              | Wielka Brytania                      | Niemcy                               | Węgry                                | Belgia                               | Włochy                               | Singapur                             | Rosja                                | Japonia                              | Stany Zjednoczone                    | Meksyk                               | Brazylia                             |                                      | 9      | 17      |
| 2018 | Alfa Romeo Sauber F1 Team | Sauber C37    | Ferrari 062 EVO 1.6T V6                                        | NU                                   | 9                                    | 16                                   | 11                                   | 13                                   | 11                                   | 15                                   | 13                                   | 10                                   | NU                                   | 9                                    | 15                                   | 10                                   | 15                                   | 11                                   | 13                                   | 12                                   | 10                                   | 9                                    | NU                                   | NU                                   | 9      | 17      |

### IndyCar Series
| Rok  | Zespół                             | Samochód     | Silnik | Wyniki w poszczególnych eliminacjach | Wyniki w poszczególnych eliminacjach | Wyniki w poszczególnych eliminacjach | Wyniki w poszczególnych eliminacjach | Wyniki w poszczególnych eliminacjach | Wyniki w poszczególnych eliminacjach | Wyniki w poszczególnych eliminacjach | Wyniki w poszczególnych eliminacjach | Wyniki w poszczególnych eliminacjach | Wyniki w poszczególnych eliminacjach | Wyniki w poszczególnych eliminacjach | Wyniki w poszczególnych eliminacjach | Wyniki w poszczególnych eliminacjach | Wyniki w poszczególnych eliminacjach | Wyniki w poszczególnych eliminacjach | Wyniki w poszczególnych eliminacjach | Wyniki w poszczególnych eliminacjach | Punkty | Pozycja |
| ---- | ---------------------------------- | ------------ | ------ | ------------------------------------ | ------------------------------------ | ------------------------------------ | ------------------------------------ | ------------------------------------ | ------------------------------------ | ------------------------------------ | ------------------------------------ | ------------------------------------ | ------------------------------------ | ------------------------------------ | ------------------------------------ | ------------------------------------ | ------------------------------------ | ------------------------------------ | ------------------------------------ | ------------------------------------ | ------ | ------- |
| 2019 | Arrow Schmidt Peterson Motorsports | Dallara DW12 | Honda  | STP                                  | COA                                  | ALA                                  | LBH                                  | IMS                                  | INDY                                 | DET                                  | DET                                  | TXS                                  | ROA                                  | TOR                                  | IOW                                  | MDO                                  | POC                                  | GAT                                  | POR                                  | LAG                                  | 290    | 17      |
| 2019 | Arrow Schmidt Peterson Motorsports | Dallara DW12 | Honda  | 20                                   | 15                                   | 7                                    | 20                                   | 24                                   | 23                                   | 13                                   | 2                                    | 7                                    | 13                                   | 20                                   | 11                                   | 23                                   | 12                                   | 16                                   | –                                    | 11                                   | 290    | 17      |
| 2020 | Chip Ganassi Racing                | Dallara DW12 | Honda  | TEX                                  | IMS                                  | ROA                                  | ROA                                  | IOW                                  | IOW                                  | INDY                                 | GTW                                  | GTW                                  | MDO                                  | MDO                                  | IMS                                  | IMS                                  | STP                                  |                                      |                                      |                                      | 291    | 12      |
| 2020 | Chip Ganassi Racing                | Dallara DW12 | Honda  | 19                                   | 6                                    | 10                                   | 4                                    | 9                                    | 9                                    | 32                                   | 5                                    | 23                                   | 15                                   | 5                                    | 10                                   | 15                                   | 7                                    |                                      |                                      |                                      | 291    | 12      |
| 2021 | Chip Ganassi Racing                | Dallara DW12 | Honda  | ALA                                  | STP                                  | TXS                                  | TXS                                  | IGP1                                 | INDY                                 | DET                                  | DET                                  | ROA                                  | MDO                                  | NSH                                  | IGP2                                 | GAT                                  | POR                                  | LAG                                  | LBH                                  |                                      | 435    | 6       |
| 2021 | Chip Ganassi Racing                | Dallara DW12 | Honda  | 8                                    | 7                                    | 19                                   | 12                                   | 10                                   | 11                                   | 1                                    | 9                                    | 6                                    | 2                                    | 1                                    | 9                                    | 9                                    | 7                                    | 6                                    | 28                                   |                                      | 435    | 6       |
| 2022 | Chip Ganassi Racing                | Dallara DW12 | Honda  | STP                                  | TXS                                  | LBH                                  | ALA                                  | IGP1                                 | INDY                                 | DET                                  | ROA                                  | MDO                                  | TOR                                  | IOW                                  | IOW                                  | IGP2                                 | NSH                                  | GAT                                  | POR                                  | LAG                                  | 506    | 6       |
| 2022 | Chip Ganassi Racing                | Dallara DW12 | Honda  | 9                                    | 3                                    | 22                                   | 12                                   | 4                                    | 1                                    | 7                                    | 2                                    | 6                                    | 5                                    | 8                                    | 6                                    | 11                                   | 14                                   | 7                                    | 11                                   | 9                                    | 506    | 6       |
| 2023 | Chip Ganassi Racing                | Dallara DW12 | Honda  | STP                                  | TXS                                  | LBH                                  | ALA                                  | IGP1                                 | INDY                                 | DET                                  | ROA                                  | MDO                                  | TOR                                  | IOW                                  | IOW                                  | NSH                                  | IGP2                                 | GAT                                  | POR                                  | LAG                                  | 438    | 6       |
| 2023 | Chip Ganassi Racing                | Dallara DW12 | Honda  | 1                                    | 8                                    | 3                                    | 10                                   | 8                                    | 2                                    | 9                                    | 6                                    | 27                                   | 11                                   | 4                                    | 9                                    | 7                                    | 10                                   | 10                                   | 7                                    | 15                                   | 438    | 6       |

### Indianapolis 500
| Rok  | Nadwozie | Silnik | Start | Wynik | Uwagi   |
| ---- | -------- | ------ | ----- | ----- | ------- |
| 2019 | Dallara  | Honda  | 13    | 23    |         |
| 2020 | Dallara  | Honda  | 11    | 32    | Kontakt |
| 2021 | Dallara  | Honda  | 9     | 11    |         |
| 2022 | Dallara  | Honda  | 5     | 1     |         |
| 2023 | Dallara  | Honda  | 10    | 2     |         |

### Podsumowanie
| Sezon   | Seria                 | Zespół                             | Wyścigi            | PP                 | Zwycięstwa         | Punkty             | Poz. koń.          |
| ------- | --------------------- | ---------------------------------- | ------------------ | ------------------ | ------------------ | ------------------ | ------------------ |
| 2007    | Brytyjska Formuła BMW | Fortec Motorsport                  | 18                 | 11                 | 7                  | 676                | 1                  |
| 2008    | Brytyjska Formuła 3   | Fortec Motorsport                  | 20                 | 2                  | 0                  | 141                | 5                  |
| 2009    | Brytyjska Formuła 3   | Räikkönen Robertson Racing         | 6                  | 1                  | 2                  | 65                 | 11                 |
| 2009    | Japońska Formuła 3    | TOM'S                              | 16                 | 5                  | 5                  | 112                | 1                  |
| 2009    | Grand Prix Makau      | TOM'S                              | 1                  | 1                  | 0                  | N/A                | 4                  |
| 2009–10 | Azjatycka Seria GP2   | ART Grand Prix                     | 4                  | 0                  | 0                  | 0                  | 24                 |
| 2009–10 | Azjatycka Seria GP2   | Super Nova Racing                  | 4                  | 0                  | 0                  | 0                  | 24                 |
| 2010    | Seria GP2             | Super Nova Racing                  | 20                 | 0                  | 1                  | 11                 | 17                 |
| 2011    | Seria GP2             | iSport International               | 18                 | 0                  | 0                  | 25                 | 10                 |
| 2012    | Seria GP2             | iSport International               | 18                 | 0                  | 1                  | 124                | 8                  |
| 2013    | Seria GP2             | DAMS                               | 22                 | 2                  | 1                  | 121                | 6                  |
| 2014    | Formuła 1             | Caterham F1 Team                   | 16                 | 0                  | 0                  | 0                  | 19                 |
| 2015    | Formuła 1             | Sauber                             | 19                 | 0                  | 0                  | 9                  | 18                 |
| 2016    | Formuła 1             | Sauber                             | 21                 | 0                  | 0                  | 0                  | 22                 |
| 2017    | Formuła 1             | Sauber                             | 20                 | 0                  | 0                  | 0                  | 20                 |
| 2018    | Formuła 1             | Alfa Romeo Sauber                  | 21                 | 0                  | 0                  | 9                  | 17                 |
| 2019    | IndyCar Series        | Arrow Schmidt Peterson Motorsports | 16                 | 0                  | 0                  | 290                | 17                 |
| 2019    | Formuła 1             | Alfa Romeo Racing                  | Kierowca rezerwowy | Kierowca rezerwowy | Kierowca rezerwowy | Kierowca rezerwowy | Kierowca rezerwowy |
| 2020    | IndyCar Series        | Chip Ganassi Racing                | 14                 | 0                  | 0                  | 291                | 12                 |
| 2021    | IndyCar Series        | Chip Ganassi Racing                | 16                 | 0                  | 2                  | 435                | 6                  |
| 2022    | IndyCar Series        | Chip Ganassi Racing                | 17                 | 0                  | 1                  | 506                | 6                  |
| 2023    | IndyCar Series        | Chip Ganassi Racing                | 17                 | 0                  | 1                  | 438                | 6                  |

* - Sezon w trakcie.